# Милорад Јабланов
Милорад Јабланов (Српски Крстур, 10. новембар 1931 — Нови Сад 25. јул 2001) био је југословенски и српски фудбалер.

## Детињство
Рођен је у селу Српски Крстур близу Новог Кнежевца. Милорад је имао млађег брата који се звао Ђука и који је био две године млађи од њега. За време Другог светског рата његов отац је био интерниран у концентрациони логор у Дахау.

## Играчка каријера

### Клупска
Јабланов је дрес Војводине носио 2 године, у сезонама 1952/53 и 1953/4.

### Репрезентативна
Као члан студентске репрезентације ФНР Југославије наступио је у неколико мечева, између осталог у Ријеци 1953. године.

## Каријера после фудбала
Милорад крајем 50-их напушта фудбал да би завршио Пољопривредни факултет, где стиче звање инжењера у водопривреди. Запошљава се у ДТД Шајкашка, где ради на санирању штете и изградњи насипа после Велике поплаве у Новом Саду. Између 1972. и 1979. је био изабран за директора ООУР ДТД "Шајкашка", да би после био секретар за спољну трговину.
Преминуо је 25. јула 2001. године у Новом Саду, после дуже и тешке болести. Иза себе је оставио жену и ћерку са породицом.